# Per Stam

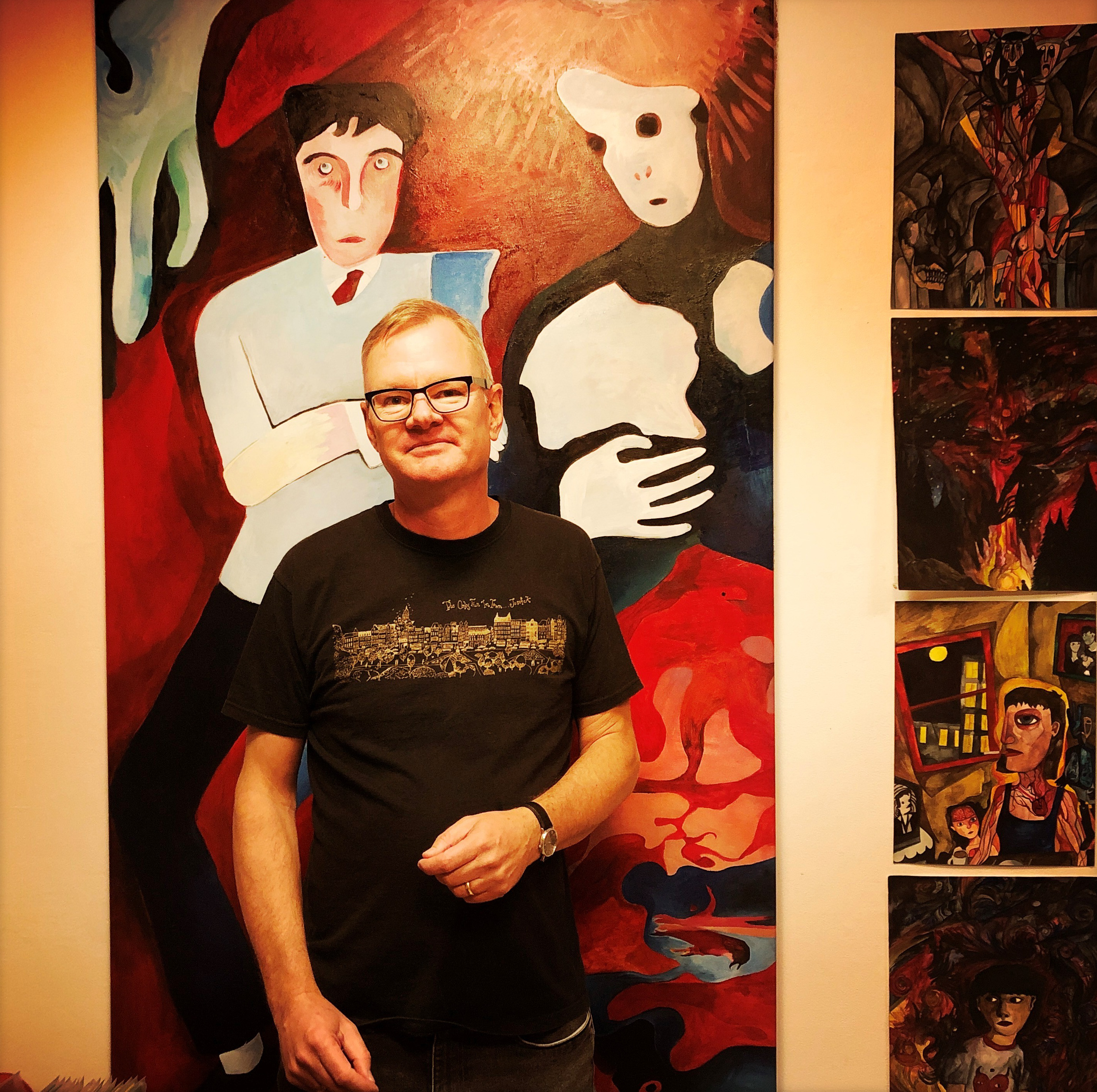
Per Stam 2021 (via Umeå universitet). I bakgrunden en konstutställning av Isak Saveland, Larrys Corner, Stockholm.

Per Erik Stam, född 23 januari 1964, är en svensk litteraturvetare och forskare vid Umeå Universitet. Han är docent sedan 2007.
Stam disputerade 1998 på en avhandling om Henry Parlands författarskap och har sedan fortsatt att forska inom specialområdena finlandssvensk modernism, särskilt Henry Parlands författarskap, August Strindbergs sena författarskap, editionsfilologi och vetenskapligt redaktörsarbete.
Efter disputationen var Stam verksam som redaktör vid utgivningen av August Strindbergs Samlade Verk vid Stockholms universitet, Strindbergsprojektet, från 2009 som huvudredaktör. Utgivningen av Samlade Verk fullbordades via Norstedts 2013 och publiceringen av de textkritiska kommentarerna via Litteraturbanken 2021.

I Samlade Verk redigerade Stam bland annat Strindbergs Kulturhistoriska Studier och Svenska Folket I–II, Strindbergs experimentella essäer i Vivisektioner II och hans spekulativa naturfilosofiska och ockultistiska arbeten från 1890-talet, Naturvetenskapliga Skrifter I–II, samt Strindbergs teaterskrifter från 1900-talet i Teater och Intima Teatern. Stam var även huvudansvarig för utgivningen av Ockulta Dagboken. En engelsk översättning av dagboken, The Occult Diary, utgavs på Stockholm University Press i december 2022.

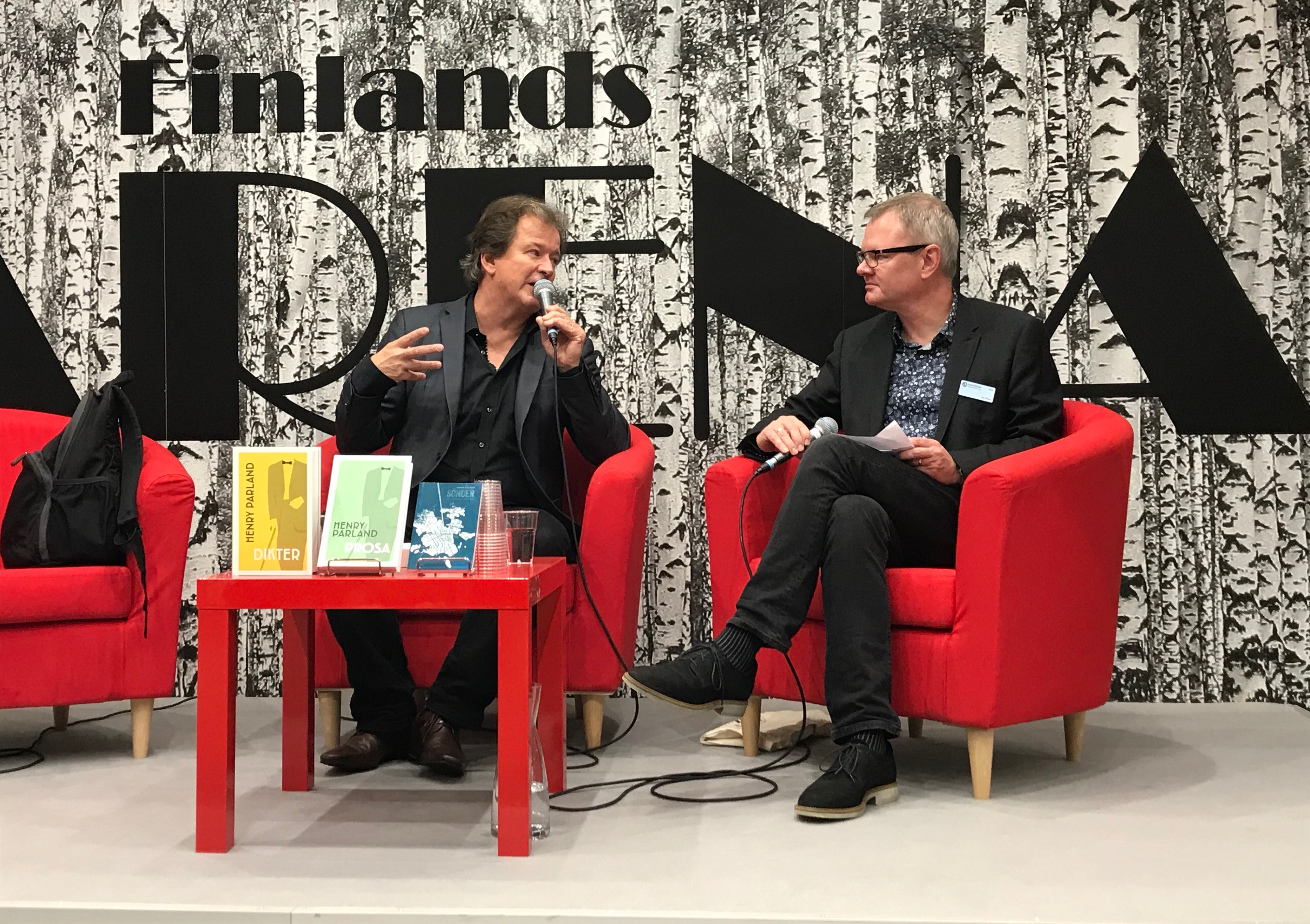
Kjell Westö och Per Stam på Bokmässan i Göteborg 2019

Per Stam var 2015–2019 huvudredaktör för utgivningen av Henry Parland Skrifter, som har publicerats både elektroniskt på parland.sls.fi och i bokform, via Svenska litteratursällskapet i Finland och Appell Förlag i Sverige. Den första delen, Dikter, utgavs 2018. Därefter följde Prosa, Kritik och Korrespondens/Brev, samt en digital utgåva av romanen Sönder.
2024 medverkade Stam i antologin I Hear a New World 2020-2023. Ny musik för hållbar utveckling.